# Liste der Abgeordneten zum Vorarlberger Landtag (XII. Gesetzgebungsperiode)
Diese Liste der Abgeordneten zum Vorarlberger Landtag (XII. Gesetzgebungsperiode) listet alle Abgeordneten des Vorarlberger Landtags während der XII. Gesetzgebungsperiode auf. Der Landtag amtierte in der XII. Gesetzgebungsperiode vom 6. November 1923 bis zur Angelobung der Abgeordneten der XIII. Gesetzgebungsperiode am 2. April 1928.
Von den 30 Abgeordneten stellte die Christlichsoziale Partei (CSP) nach der Landtagswahl 1923 21 Abgeordnete. 5 entfielen auf die Sozialdemokratische Arbeiterpartei (SDAP), 2 auf die Großdeutsche Volkspartei (GDVP) und 2 Abgeordnete auf den Landbund (LB).

## Funktionen

### Landtagsvorsitzende
Bei der Wahl zum Vorarlberger Landespräsidenten wurde erneut Landeshauptmann Otto Ender zum Landtagspräsidenten gewählt. Bei der Wahl am 6. November 1923 erhielt er 28 von 30 abgegebenen Stimmen. Ein Stimmzettel war leer geblieben, einer war gestrichen abgegeben worden. Die Wahl der Vizepräsidenten erfolgte in einem Wahlgang. Im Amt des ersten Vizepräsidenten wurde der bisherige Vizepräsident Ferdinand Redler bestätigt, das Amt des zweiten Vizepräsidenten übernahm Franz Natter. Bei der Wahl hatte Redler 28 von 29 abgegebenen Stimmen auf sich vereinen können, Natter erzielte 22 Stimmen, wobei 6 Stimmen auf Fritz Preiß und 1 Stimme auf Engelbert Luger entfallen waren.

### Landtagsabgeordnete
| Name                      | Fraktion | Anmerkungen                                                       |
| ------------------------- | -------- | ----------------------------------------------------------------- |
| Allgäuer Stephan          | CSP      |                                                                   |
| Bertsch Jakob             | SDAP     |                                                                   |
| Bischofberger Alois       | CSP      |                                                                   |
| Diem Julius               | CSP      | am 16. September 1926 für Engelbert Luger angelobt                |
| Dür Lorenz                | CSP      |                                                                   |
| Ender Otto                | CSP      |                                                                   |
| Fink Barnabas             | CSP      |                                                                   |
| Hämmerle Adolf            | CSP      |                                                                   |
| Jenny Mathias             | CSP      |                                                                   |
| Kennerknecht Josef        | CSP      |                                                                   |
| Köhlmeier Pius            | CSP      |                                                                   |
| Längle Alexander          | CSP      | am 22. Dezember 1926 für Hermann Mayer angelobt                   |
| Linder Anton              | SDAP     |                                                                   |
| Luger Engelbert           | CSP      | am 6. Mai verstorben                                              |
| Mayer Hermann             | CSP      | Mandatsniederlegung in der Sitzung am 16. Dezember 1926 verkündet |
| Mittelberger Johann Josef | CSP      |                                                                   |
| Müller Johann             | CSP      |                                                                   |
| Nachbaur Hermann          | LB       |                                                                   |
| Natter Franz              | GDVP     |                                                                   |
| Neyer Bernhard            | CSP      |                                                                   |
| Neyer Engelbert           | CSP      |                                                                   |
| Preiß Fritz               | SDAP     |                                                                   |
| Rauscher Franz            | SDAP     |                                                                   |
| Redler Ferdinand          | CSP      |                                                                   |
| Rupp Josef                | CSP      |                                                                   |
| Sieß Wilhelm              | SDAP     |                                                                   |
| Stadelmann Fridolin       | CSP      |                                                                   |
| Stooß Christian           | LB       |                                                                   |
| Waibel August             | CSP      |                                                                   |
| Walter Karl               | CSP      |                                                                   |
| Welte Albert              | CSP      |                                                                   |
| Zumtobel Anton            | GDVP     |                                                                   |